# Turn (șah)
Turnul este una din piesele folosite la șah. Se mai numește și tură. Fiecare jucător are la începutul jocului două turnuri, așezate în colțurile tablei. În notație algebrică, turnurile albului sunt așezate pe a1 și h1, iar cele ale negrului pe a8 și h8.
|   | a | b | c | d | e | f | g | h |   |
| 8 | d8 black cross · d7 black cross · d6 black cross · d5 black cross · a4 black cross · b4 black cross · c4 black cross · d4 black rook · e4 black cross · f4 black cross · g4 black cross · h4 black cross · d3 black cross · d2 black cross · d1 black cross | d8 black cross · d7 black cross · d6 black cross · d5 black cross · a4 black cross · b4 black cross · c4 black cross · d4 black rook · e4 black cross · f4 black cross · g4 black cross · h4 black cross · d3 black cross · d2 black cross · d1 black cross | d8 black cross · d7 black cross · d6 black cross · d5 black cross · a4 black cross · b4 black cross · c4 black cross · d4 black rook · e4 black cross · f4 black cross · g4 black cross · h4 black cross · d3 black cross · d2 black cross · d1 black cross | d8 black cross · d7 black cross · d6 black cross · d5 black cross · a4 black cross · b4 black cross · c4 black cross · d4 black rook · e4 black cross · f4 black cross · g4 black cross · h4 black cross · d3 black cross · d2 black cross · d1 black cross | d8 black cross · d7 black cross · d6 black cross · d5 black cross · a4 black cross · b4 black cross · c4 black cross · d4 black rook · e4 black cross · f4 black cross · g4 black cross · h4 black cross · d3 black cross · d2 black cross · d1 black cross | d8 black cross · d7 black cross · d6 black cross · d5 black cross · a4 black cross · b4 black cross · c4 black cross · d4 black rook · e4 black cross · f4 black cross · g4 black cross · h4 black cross · d3 black cross · d2 black cross · d1 black cross | d8 black cross · d7 black cross · d6 black cross · d5 black cross · a4 black cross · b4 black cross · c4 black cross · d4 black rook · e4 black cross · f4 black cross · g4 black cross · h4 black cross · d3 black cross · d2 black cross · d1 black cross | d8 black cross · d7 black cross · d6 black cross · d5 black cross · a4 black cross · b4 black cross · c4 black cross · d4 black rook · e4 black cross · f4 black cross · g4 black cross · h4 black cross · d3 black cross · d2 black cross · d1 black cross | 8 |
| 7 | d8 black cross · d7 black cross · d6 black cross · d5 black cross · a4 black cross · b4 black cross · c4 black cross · d4 black rook · e4 black cross · f4 black cross · g4 black cross · h4 black cross · d3 black cross · d2 black cross · d1 black cross | d8 black cross · d7 black cross · d6 black cross · d5 black cross · a4 black cross · b4 black cross · c4 black cross · d4 black rook · e4 black cross · f4 black cross · g4 black cross · h4 black cross · d3 black cross · d2 black cross · d1 black cross | d8 black cross · d7 black cross · d6 black cross · d5 black cross · a4 black cross · b4 black cross · c4 black cross · d4 black rook · e4 black cross · f4 black cross · g4 black cross · h4 black cross · d3 black cross · d2 black cross · d1 black cross | d8 black cross · d7 black cross · d6 black cross · d5 black cross · a4 black cross · b4 black cross · c4 black cross · d4 black rook · e4 black cross · f4 black cross · g4 black cross · h4 black cross · d3 black cross · d2 black cross · d1 black cross | d8 black cross · d7 black cross · d6 black cross · d5 black cross · a4 black cross · b4 black cross · c4 black cross · d4 black rook · e4 black cross · f4 black cross · g4 black cross · h4 black cross · d3 black cross · d2 black cross · d1 black cross | d8 black cross · d7 black cross · d6 black cross · d5 black cross · a4 black cross · b4 black cross · c4 black cross · d4 black rook · e4 black cross · f4 black cross · g4 black cross · h4 black cross · d3 black cross · d2 black cross · d1 black cross | d8 black cross · d7 black cross · d6 black cross · d5 black cross · a4 black cross · b4 black cross · c4 black cross · d4 black rook · e4 black cross · f4 black cross · g4 black cross · h4 black cross · d3 black cross · d2 black cross · d1 black cross | d8 black cross · d7 black cross · d6 black cross · d5 black cross · a4 black cross · b4 black cross · c4 black cross · d4 black rook · e4 black cross · f4 black cross · g4 black cross · h4 black cross · d3 black cross · d2 black cross · d1 black cross | 7 |
| 6 | d8 black cross · d7 black cross · d6 black cross · d5 black cross · a4 black cross · b4 black cross · c4 black cross · d4 black rook · e4 black cross · f4 black cross · g4 black cross · h4 black cross · d3 black cross · d2 black cross · d1 black cross | d8 black cross · d7 black cross · d6 black cross · d5 black cross · a4 black cross · b4 black cross · c4 black cross · d4 black rook · e4 black cross · f4 black cross · g4 black cross · h4 black cross · d3 black cross · d2 black cross · d1 black cross | d8 black cross · d7 black cross · d6 black cross · d5 black cross · a4 black cross · b4 black cross · c4 black cross · d4 black rook · e4 black cross · f4 black cross · g4 black cross · h4 black cross · d3 black cross · d2 black cross · d1 black cross | d8 black cross · d7 black cross · d6 black cross · d5 black cross · a4 black cross · b4 black cross · c4 black cross · d4 black rook · e4 black cross · f4 black cross · g4 black cross · h4 black cross · d3 black cross · d2 black cross · d1 black cross | d8 black cross · d7 black cross · d6 black cross · d5 black cross · a4 black cross · b4 black cross · c4 black cross · d4 black rook · e4 black cross · f4 black cross · g4 black cross · h4 black cross · d3 black cross · d2 black cross · d1 black cross | d8 black cross · d7 black cross · d6 black cross · d5 black cross · a4 black cross · b4 black cross · c4 black cross · d4 black rook · e4 black cross · f4 black cross · g4 black cross · h4 black cross · d3 black cross · d2 black cross · d1 black cross | d8 black cross · d7 black cross · d6 black cross · d5 black cross · a4 black cross · b4 black cross · c4 black cross · d4 black rook · e4 black cross · f4 black cross · g4 black cross · h4 black cross · d3 black cross · d2 black cross · d1 black cross | d8 black cross · d7 black cross · d6 black cross · d5 black cross · a4 black cross · b4 black cross · c4 black cross · d4 black rook · e4 black cross · f4 black cross · g4 black cross · h4 black cross · d3 black cross · d2 black cross · d1 black cross | 6 |
| 5 | d8 black cross · d7 black cross · d6 black cross · d5 black cross · a4 black cross · b4 black cross · c4 black cross · d4 black rook · e4 black cross · f4 black cross · g4 black cross · h4 black cross · d3 black cross · d2 black cross · d1 black cross | d8 black cross · d7 black cross · d6 black cross · d5 black cross · a4 black cross · b4 black cross · c4 black cross · d4 black rook · e4 black cross · f4 black cross · g4 black cross · h4 black cross · d3 black cross · d2 black cross · d1 black cross | d8 black cross · d7 black cross · d6 black cross · d5 black cross · a4 black cross · b4 black cross · c4 black cross · d4 black rook · e4 black cross · f4 black cross · g4 black cross · h4 black cross · d3 black cross · d2 black cross · d1 black cross | d8 black cross · d7 black cross · d6 black cross · d5 black cross · a4 black cross · b4 black cross · c4 black cross · d4 black rook · e4 black cross · f4 black cross · g4 black cross · h4 black cross · d3 black cross · d2 black cross · d1 black cross | d8 black cross · d7 black cross · d6 black cross · d5 black cross · a4 black cross · b4 black cross · c4 black cross · d4 black rook · e4 black cross · f4 black cross · g4 black cross · h4 black cross · d3 black cross · d2 black cross · d1 black cross | d8 black cross · d7 black cross · d6 black cross · d5 black cross · a4 black cross · b4 black cross · c4 black cross · d4 black rook · e4 black cross · f4 black cross · g4 black cross · h4 black cross · d3 black cross · d2 black cross · d1 black cross | d8 black cross · d7 black cross · d6 black cross · d5 black cross · a4 black cross · b4 black cross · c4 black cross · d4 black rook · e4 black cross · f4 black cross · g4 black cross · h4 black cross · d3 black cross · d2 black cross · d1 black cross | d8 black cross · d7 black cross · d6 black cross · d5 black cross · a4 black cross · b4 black cross · c4 black cross · d4 black rook · e4 black cross · f4 black cross · g4 black cross · h4 black cross · d3 black cross · d2 black cross · d1 black cross | 5 |
| 4 | d8 black cross · d7 black cross · d6 black cross · d5 black cross · a4 black cross · b4 black cross · c4 black cross · d4 black rook · e4 black cross · f4 black cross · g4 black cross · h4 black cross · d3 black cross · d2 black cross · d1 black cross | d8 black cross · d7 black cross · d6 black cross · d5 black cross · a4 black cross · b4 black cross · c4 black cross · d4 black rook · e4 black cross · f4 black cross · g4 black cross · h4 black cross · d3 black cross · d2 black cross · d1 black cross | d8 black cross · d7 black cross · d6 black cross · d5 black cross · a4 black cross · b4 black cross · c4 black cross · d4 black rook · e4 black cross · f4 black cross · g4 black cross · h4 black cross · d3 black cross · d2 black cross · d1 black cross | d8 black cross · d7 black cross · d6 black cross · d5 black cross · a4 black cross · b4 black cross · c4 black cross · d4 black rook · e4 black cross · f4 black cross · g4 black cross · h4 black cross · d3 black cross · d2 black cross · d1 black cross | d8 black cross · d7 black cross · d6 black cross · d5 black cross · a4 black cross · b4 black cross · c4 black cross · d4 black rook · e4 black cross · f4 black cross · g4 black cross · h4 black cross · d3 black cross · d2 black cross · d1 black cross | d8 black cross · d7 black cross · d6 black cross · d5 black cross · a4 black cross · b4 black cross · c4 black cross · d4 black rook · e4 black cross · f4 black cross · g4 black cross · h4 black cross · d3 black cross · d2 black cross · d1 black cross | d8 black cross · d7 black cross · d6 black cross · d5 black cross · a4 black cross · b4 black cross · c4 black cross · d4 black rook · e4 black cross · f4 black cross · g4 black cross · h4 black cross · d3 black cross · d2 black cross · d1 black cross | d8 black cross · d7 black cross · d6 black cross · d5 black cross · a4 black cross · b4 black cross · c4 black cross · d4 black rook · e4 black cross · f4 black cross · g4 black cross · h4 black cross · d3 black cross · d2 black cross · d1 black cross | 4 |
| 3 | d8 black cross · d7 black cross · d6 black cross · d5 black cross · a4 black cross · b4 black cross · c4 black cross · d4 black rook · e4 black cross · f4 black cross · g4 black cross · h4 black cross · d3 black cross · d2 black cross · d1 black cross | d8 black cross · d7 black cross · d6 black cross · d5 black cross · a4 black cross · b4 black cross · c4 black cross · d4 black rook · e4 black cross · f4 black cross · g4 black cross · h4 black cross · d3 black cross · d2 black cross · d1 black cross | d8 black cross · d7 black cross · d6 black cross · d5 black cross · a4 black cross · b4 black cross · c4 black cross · d4 black rook · e4 black cross · f4 black cross · g4 black cross · h4 black cross · d3 black cross · d2 black cross · d1 black cross | d8 black cross · d7 black cross · d6 black cross · d5 black cross · a4 black cross · b4 black cross · c4 black cross · d4 black rook · e4 black cross · f4 black cross · g4 black cross · h4 black cross · d3 black cross · d2 black cross · d1 black cross | d8 black cross · d7 black cross · d6 black cross · d5 black cross · a4 black cross · b4 black cross · c4 black cross · d4 black rook · e4 black cross · f4 black cross · g4 black cross · h4 black cross · d3 black cross · d2 black cross · d1 black cross | d8 black cross · d7 black cross · d6 black cross · d5 black cross · a4 black cross · b4 black cross · c4 black cross · d4 black rook · e4 black cross · f4 black cross · g4 black cross · h4 black cross · d3 black cross · d2 black cross · d1 black cross | d8 black cross · d7 black cross · d6 black cross · d5 black cross · a4 black cross · b4 black cross · c4 black cross · d4 black rook · e4 black cross · f4 black cross · g4 black cross · h4 black cross · d3 black cross · d2 black cross · d1 black cross | d8 black cross · d7 black cross · d6 black cross · d5 black cross · a4 black cross · b4 black cross · c4 black cross · d4 black rook · e4 black cross · f4 black cross · g4 black cross · h4 black cross · d3 black cross · d2 black cross · d1 black cross | 3 |
| 2 | d8 black cross · d7 black cross · d6 black cross · d5 black cross · a4 black cross · b4 black cross · c4 black cross · d4 black rook · e4 black cross · f4 black cross · g4 black cross · h4 black cross · d3 black cross · d2 black cross · d1 black cross | d8 black cross · d7 black cross · d6 black cross · d5 black cross · a4 black cross · b4 black cross · c4 black cross · d4 black rook · e4 black cross · f4 black cross · g4 black cross · h4 black cross · d3 black cross · d2 black cross · d1 black cross | d8 black cross · d7 black cross · d6 black cross · d5 black cross · a4 black cross · b4 black cross · c4 black cross · d4 black rook · e4 black cross · f4 black cross · g4 black cross · h4 black cross · d3 black cross · d2 black cross · d1 black cross | d8 black cross · d7 black cross · d6 black cross · d5 black cross · a4 black cross · b4 black cross · c4 black cross · d4 black rook · e4 black cross · f4 black cross · g4 black cross · h4 black cross · d3 black cross · d2 black cross · d1 black cross | d8 black cross · d7 black cross · d6 black cross · d5 black cross · a4 black cross · b4 black cross · c4 black cross · d4 black rook · e4 black cross · f4 black cross · g4 black cross · h4 black cross · d3 black cross · d2 black cross · d1 black cross | d8 black cross · d7 black cross · d6 black cross · d5 black cross · a4 black cross · b4 black cross · c4 black cross · d4 black rook · e4 black cross · f4 black cross · g4 black cross · h4 black cross · d3 black cross · d2 black cross · d1 black cross | d8 black cross · d7 black cross · d6 black cross · d5 black cross · a4 black cross · b4 black cross · c4 black cross · d4 black rook · e4 black cross · f4 black cross · g4 black cross · h4 black cross · d3 black cross · d2 black cross · d1 black cross | d8 black cross · d7 black cross · d6 black cross · d5 black cross · a4 black cross · b4 black cross · c4 black cross · d4 black rook · e4 black cross · f4 black cross · g4 black cross · h4 black cross · d3 black cross · d2 black cross · d1 black cross | 2 |
| 1 | d8 black cross · d7 black cross · d6 black cross · d5 black cross · a4 black cross · b4 black cross · c4 black cross · d4 black rook · e4 black cross · f4 black cross · g4 black cross · h4 black cross · d3 black cross · d2 black cross · d1 black cross | d8 black cross · d7 black cross · d6 black cross · d5 black cross · a4 black cross · b4 black cross · c4 black cross · d4 black rook · e4 black cross · f4 black cross · g4 black cross · h4 black cross · d3 black cross · d2 black cross · d1 black cross | d8 black cross · d7 black cross · d6 black cross · d5 black cross · a4 black cross · b4 black cross · c4 black cross · d4 black rook · e4 black cross · f4 black cross · g4 black cross · h4 black cross · d3 black cross · d2 black cross · d1 black cross | d8 black cross · d7 black cross · d6 black cross · d5 black cross · a4 black cross · b4 black cross · c4 black cross · d4 black rook · e4 black cross · f4 black cross · g4 black cross · h4 black cross · d3 black cross · d2 black cross · d1 black cross | d8 black cross · d7 black cross · d6 black cross · d5 black cross · a4 black cross · b4 black cross · c4 black cross · d4 black rook · e4 black cross · f4 black cross · g4 black cross · h4 black cross · d3 black cross · d2 black cross · d1 black cross | d8 black cross · d7 black cross · d6 black cross · d5 black cross · a4 black cross · b4 black cross · c4 black cross · d4 black rook · e4 black cross · f4 black cross · g4 black cross · h4 black cross · d3 black cross · d2 black cross · d1 black cross | d8 black cross · d7 black cross · d6 black cross · d5 black cross · a4 black cross · b4 black cross · c4 black cross · d4 black rook · e4 black cross · f4 black cross · g4 black cross · h4 black cross · d3 black cross · d2 black cross · d1 black cross | d8 black cross · d7 black cross · d6 black cross · d5 black cross · a4 black cross · b4 black cross · c4 black cross · d4 black rook · e4 black cross · f4 black cross · g4 black cross · h4 black cross · d3 black cross · d2 black cross · d1 black cross | 1 |
|   | a | b | c | d | e | f | g | h |   |

Turnul mută pe orizontală sau pe verticală, oricâte pătrățele, atâta timp cât nu este nici unul ocupat de altă piesă (vezi diagrama alăturată). Ca majoritatea pieselor, turnul capturează o piesă adversă care se află pe câmpul pe care mută. Turnul poate face împreună cu regele o mutare specială numită rocadă.
Turnul este cea mai puternică piesă după damă. Din centrul tablei poate ține în bătaie 4 piese ale adversarului, de la marginea tablei 3, iar din colț două piese ale adversarului.
Ca valoare de schimb, turnul valorează cât un nebun (sau cal) plus doi pioni. Echivalarea unui turn cu 5 pioni este riscantă, deoarece forțele sunt calitativ foarte diferite, și caracteristicile poziției primează.